# Galagoides demidoff
Galago demidoff · Galago de Demidoff
 (juillet 2021).
Si vous disposez d'ouvrages ou d'articles de référence ou si vous connaissez des sites web de qualité traitant du thème abordé ici, merci de compléter l'article en donnant les références utiles à sa vérifiabilité et en les liant à la section « Notes et références ».
Espèce
Statut de conservation UICN

LC : Préoccupation mineure
Galagoides demidoff (protonyme : Galago demidoff), le Galago de Demidoff, est une espèce de petits primates nocturnes de la famille des Galagidae. Arboricole, il mesure quelques dizaines de centimètres et pèse moins de 100 g ce qui en fait le plus petit primate d'Afrique. Son corps est globalement brun, avec le dessous jaunâtre, plus clair. Les cris sonores sont très caractéristiques. Ce sont des séries de « tchip » brefs qui s'accélèrent en devenant plus aigu pour finir en crescendo de deux à quatre secondes. Il existe au moins cinq sous-espèces en Afrique de l'Ouest et proche centrale. 

## Description physique et associés

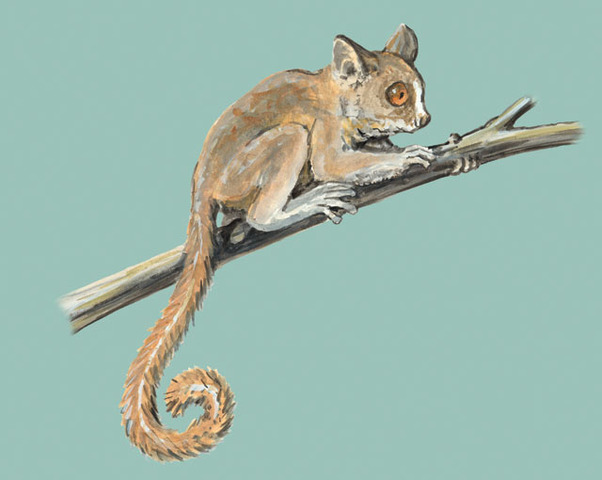
Dessin.

G. demidoff est le plus petit primate d'Afrique. La longueur de la tête et du corps est comprise entre 105 et 123 mm, et la queue mesure de 150 à 205 mm de long. Les Galagos de Demidoff pèsent entre 46 et 88 g. La couleur de la fourrure dorsale varie du gris au gris-brun, tandis que la fourrure sur le ventre est d'un bronzage plus pâle, voir jaunâtre. Les oreilles sont relativement courtes, sans fourrure et mobiles, et le nez est pointu et retroussé. Ils ont une bande blanche distincte entre les yeux et le long du nez[réf. nécessaire].  
Le genre Galago est connu pour sa capacité à sauter. La longueur des membres postérieurs, qui sont beaucoup plus longs que les membres antérieurs, et l'allongement de la région tarsienne du pied aident à la locomotion. Lors de la course, les membres postérieurs de G. demidoff exercent le plus de force, travaillant pour propulser le corps, tandis que les membres antérieurs fournissent principalement soutien et stabilité. Dans le type d'habitat qu'habitent ces animaux, cette division entre les membres est nécessaire. Les branches utilisées par G. demidoff ont tendance à être fines et instables, ce qui peut déséquilibrer un individu. Il est donc nécessaire que ces animaux utilisent leurs membres antérieurs et leur longue queue pour maintenir leur équilibre. Garder un bon équilibre est primordial pour ces animaux car ils utilisent également la course et le saut dans leur locomotion[réf. nécessaire]. 
La vision chez G. demidoff est très développée, un trait essentiel chez des animaux qui dépendent du saut arboricole. Ce galago peut sauter d'une longueur 1,5 à 2 mètres entre les branches, sans perdre de hauteur. Le saut permet un mouvement rapide entre les emplacements, mais nécessite un mécanisme d'amortissement des chocs. Chez G. demidoff, les membres antérieurs atteignent d'abord le substrat et absorbent la majeure partie de l'impact. Cela permet aux membres postérieurs de se préparer rapidement pour un nouveau saut[réf. nécessaire]. 

## Reproduction et associés
Bien que principalement polygyne, le système d'accouplement est flexible et dépend du domaine vital des individus. Par exemple, un individu mâle peut être monogame si son territoire comprend celui d'une seule femelle. Cependant, les mâles ont généralement un domaine vital qui chevauche celui de plusieurs femelles, et ils sont donc polygynes[réf. nécessaire]. 
Les femelles n'ont généralement qu'une seule grossesse par an. La saison de reproduction des Galagos de Demidoff dépend de la zone dans laquelle ils se trouvent. Au Congo, les naissances ont lieu entre septembre et octobre et entre janvier et février. Au Gabon, elles ont lieu toute l'année, bien qu'il y ait une augmentation entre janvier et avril où il y a abondance de fruits et d'insectes. Cette espèce produit généralement une seule progéniture par grossesse, bien que des portées de deux ou trois existent rarement[réf. nécessaire].  
La gestation chez G. demidoff dure entre 111 et 114 jours et la lactation dure environ 45 jours. Les nouveau-nés pèsent entre 5 et 10 g. Les mères s'isolent pendant une ou deux semaines, bien que les frères et sœurs et le mâle dominant soient autorisés à approcher le nouveau-né quelques heures après la naissance. Lorsque le jeune galago a quelques jours, la mère le sort du nid, le laissant caché dans la végétation dense pendant qu'elle se nourrit, avant de le ramener à la sécurité du nid à l'approche de l'aube[réf. nécessaire]. 
Les jeunes sont sevrés au bout de deux mois et atteignent la taille adulte vers six mois. Après le sevrage, les jeunes reçoivent encore de l'aide pour se nourrir. Parce que leurs comportements de chasseurs d'insectes et de récolteurs de fruits et de feuilles ne sont pas complètement développés, les jeunes de cette espèce ont besoin d'aide pour trouver et acquérir de la nourriture pendant un moment. Les jeunes ont d'ailleurs l'habitude de suivre un adulte, pas forcément la mère bien que cela soit le plus fréquent, pendant qu'ils chassent, pour se former à localiser et capturer les proies. La maturité sexuelle est atteinte huit à dix mois après la naissance[réf. nécessaire].  
Les femelles fournissent la plupart des soins à la progéniture. Comme chez la plupart des primates, cela inclut l'allaitement des jeunes, la toilette, la protection, et de jouer avec eux. Le rôle des mâles dans les soins à la progéniture n'est pas encore bien connu, mais peut inclure le toilettage et la protection. Bien que les mâles ne soient pas particulièrement actifs dans ce rôle, les jeunes les suivent lors de la recherche de nourriture[réf. nécessaire].

## Habitat et répartition

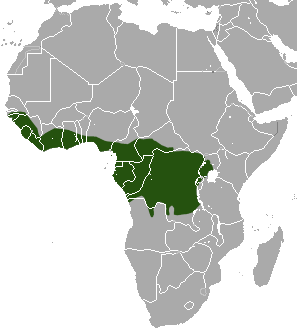
Aire de répartition en vert.

G. demidoff est largement répandu en Afrique équatoriale occidentale et centrale. C'est un animal de forêts tropicales, surtout humides. Il est assez commun des frontières sud de la Somalie jusqu'au nord-est de la Tanzanie, et du Sénégal à l'ouest de la Tanzanie. La densité de population est généralement comprise entre 50 et 80 individus par kilomètre-carré, bien que selon l'habitat, jusqu'à 117 individus aient été observés dans une parcelle de 1 km2. On considère d'ailleurs que chaque individu à un domaine vital d'environ un hectare, domaines qui se recoupent entre individus. Les domaines vitaux des mâles sont néanmoins souvent plus vastes (jusqu'à 3 ha) et chevauchent celui de plusieurs femelles[réf. nécessaire].
En raison de leur petite taille, ces animaux peuvent vivre dans le feuillage dense de la forêt où d'autres prosimiens auraient beaucoup de mal à se déplacer. Ils préfèrent les zones de biotope à fines branches et/ou rideaux de lianes, où les diamètres de leurs supports sont généralement inférieurs à 5 cm. Dans les forêts primaires, cette zone est haute dans la canopée (5 à 40 m). Dans les forêts secondaires et dans les zones de chute d'arbres de forêts primaires, ils se trouvent généralement dans la végétation buissonnante à seulement quelques mètres (jusqu'à 5 m de hauteur) du sol. Ils peuvent souvent être vus dans la végétation dense au bord de la route et dans les fossés. Les mâles peuvent être agressifs les uns envers les autres et une compétition intense peut en résulter. Les femelles, cependant, peuvent former des groupes, et plusieurs femelles apparentées peuvent partager une même zone. Les adultes de sexes opposés, bien qu'ils ne se nourrissent pas ensemble, peuvent avoir des contacts pendant la nuit et parfois dormir ensemble le jour[réf. nécessaire]. 

## Comportement
Galago demidoff est une espèce crépusculaire/nocturne. Pendant la journée, G. demidoff dort dans un nid de feuilles créé par un individu dans une végétation suffisamment dense. Les femelles et les juvéniles partagent généralement un même nid, tandis que les mâles dorment souvent seuls. Ils se lèvent environ une demi-heure avant la tombée de la nuit, et commencent leur toilette. Ils commencent à sortir du nid pour chercher de la nourriture qu'une fois que l'intensité lumineuse devient relativement faible, entre chien et loup[réf. nécessaire]. 
Les mâles et les femelles sont pour la plupart des animaux solitaires. Les observations sur le terrain indiquent que pendant les heures actives de la nuit, G. demidoff passe 75 % du temps isolé, 21 % en couple et 2 % ou moins en groupes de trois, quatre ou cinq[réf. nécessaire]. 
Comportement interspécifique : les prosimiens sont rarement, voire jamais, agressifs lors des rencontres interspécifiques. Si deux espèces se rencontrent en présence de nourriture, la plus grande (ou si elles ont la même taille, la plus rapide des deux espèces) s'enfuit avec la nourriture. En raison de la séparation des espèces dans les différentes stratifications de la forêt, et donc des spécialisations dans différents types de proies, les rencontres entre espèces sont peu probables[réf. nécessaire]. 
Galago demidoff est souvent la proie de rapaces, de vipères, et de l'Homme, qui le chassent pour le consommer[réf. nécessaire]. 

## Communication et perception
Les individus communiquent de diverses manières. Les signaux visuels sont utilisés pour communiquer la soumission, l'agressivité, la peur et l'excitation. Une posture spécifique est également utilisée pour indiquer une acceptation de toilettage ou d'accouplement. Tous les groupes d'âge au sein de l'espèce utilisent des signaux visuels qui leur sont plus ou moins propres[réf. nécessaire].
Les Galagos de Demidoff utilisent également des vocalisations pour communiquer avec leurs congénères. Six types distincts d'appels ont été définis dans la communication de G. demidoff. Les appels au rassemblement sont principalement entendus à l'approche de l'aube et les individus tentent de se regrouper sur un site de sommeil ou un nid de feuilles commun. Le rolling call est utilisé pour communiquer après le regroupement du groupe. Cet appel peut également être lier à un comportement d'adultes cherchant à entrer en contact entre eux. Les « couinements plaintifs » sont généralement associés aux relations sexuelles. Les « appels d'alarme » sont le type le plus courant de vocalisation. Bien qu'utilisés spontanément au réveil, ces appels ne sont émis qu'occasionnellement pendant la nuit, souvent en réponse à des choses telles que des bruits étranges, la rencontre d'un prédateur ou d'un congénère inconnu, etc. Un « appel de menace » existe et est utilisé par un individu afin d'intimider un congénère. Ces derniers fuiront généralement l'affrontement. Et enfin, l'« appel de détresse » est utilisé après qu'un individu ait été capturé ou blessé. Les adultes s'approchent parfois des jeunes d'autres espèces de Galagos s'ils émettent des cris de détresse[réf. nécessaire].  
Galago demidoff utilise également des indices olfactifs pour la communication directe et indirecte. Indirectement, ils utilisent le marquage urinaire pour signaler un territoire, ou une disposition sexuelle. Ainsi, ces animaux marquent leur environnement avec des glandes scrotales et vulvaires lorsqu'ils sont en période de reproduction. La communication olfactive directe est importante lorsque les individus se rencontrent. Au cours de ces intermèdes, les régions faciales et génitales sont soumises à une enquête minutieuse[réf. nécessaire].
Comme pour de nombreuses espèces de primates, l'allogrooming est une partie importante de la dynamique sociale. Cette communication tactile est préformée par le léchage et l'utilisation du « peigne dentaire » (composé des quatre incisives inférieures et des deux canines couchées) pour nettoyer un autre individu (ou soi-même). Survenant le plus souvent entre une mère et sa progéniture, l'allogrooming peut également se produire entre adultes dans un groupe social établi. L'allogrooming a lieu le plus souvent juste après le réveil, ou juste après le retour au nid[réf. nécessaire].

## Espérance de vie
En captivité, G. demidoff vit souvent plus de six ans, avec une durée de vie maximale enregistrée de treize ans. Dans la nature, des expériences ont montré que l'ensemble de la population peut se renouveler après une période de six ans, la plupart des individus vivant de quatre à cinq ans[réf. nécessaire]. 

## Impacts économiques et écosystémiques
Localement, et surtout familialement, G. demidoff est chassé et consommé, sans pour autant être surexploité (sauf exceptions). Certains chasseurs ont même appris à imiter le cri de détresse des jeunes pour attirer et traquer des individus adultes[réf. nécessaire]. 
Bien que peu de données (chiffrées) existent quant à l'impact écosystémique de cette espèce, on peut supposer qu'en tant qu'insectivores, ces animaux exercent une influence sur les populations d'insectes chassés. Lorsqu'ils consomment des fruits, il est également probable que ces animaux aident à disperser les graines. Dans la mesure où d'autres espèces dépendent des Galagos de Demidoff pour se nourrir, elles peuvent également avoir un impact sur les populations de prédateurs, plus haut dans les réseaux trophiques[réf. nécessaire].

## Systématique
Le nom scientifique complet (avec auteur) de ce taxon est Galagoides demidoff (G.Fischer, 1806). L'espèce a été initialement classée dans le genre Galago sous le protonyme Galago demidoff G.Fischer, 1806.
Ce taxon porte en français le nom vernaculaire ou normalisé « Galago de Demidoff »,.

### Synonymes
Galagoides demidoff a pour synonymes :
- Galago demidoff G.Fischer, 1806
- Galago demidovii G.Fischer, 1808
- Galago demidovii error
- Galagoides demidovii (G.Fischer, 1808)
- Galagoides demidovii error
- Galagoides demidovii pusillus (Peters, 1876)

### Sous-espèces
Liste des sous-espèces selon GBIF (26 octobre 2021) :
- Galagoides demidoff anomurus (de Pousargues, 1893)
- Galagoides demidoff demidoff
- Galagoides demidoff medius (Thomas, 1915)
- Galagoides demidoff murinus (Murray, 1859)
- Galagoides demidoff phasma Cabrera & Ruxton, 1926
- Galagoides demidoff poensis (Thomas, 1904)

## Conservation et état des populations
Cette espèce est considérée comme assez vulnérable par des spécialistes, notamment au niveau local. Néanmoins, elle conserve un statut UICN de Préoccupation mineure (LC) et n'est que rarement considérée comme espèce menacée, et donc rarement le cadre de mesures de protection / conservation.